# チェリャヂ
チェリャヂ（ロシア語: Челядьとは、キエフ・ルーシ期の隷属民を指す言葉である。
チェリャヂという用語は、元来は戦争捕虜奴隷を指す言葉であり、後に家内奴隷的な意味で用いられた。その登場は古く、指導者層を意味する用語と共に、東スラヴの諸部族における社会的階層の分化の進行が示唆される。9世紀から10世紀にかけては売買の対象となった。12世紀には、チェリャヂに代わってホロープ(ru)という用語が用いられるようになった。
16世紀より、ポーランド・リトアニア共和国において、若干意味の異なる（用法に幅のある）Czeladź(pl)という用語が用いられ、18世紀のポーランド分割の後に帝政ロシアでも使用された。18世紀から19世紀のロシアでは、チェリャヂはポメシチニク(ru)（地主貴族）の召使い(ru)を意味した。